# Peter Schieder

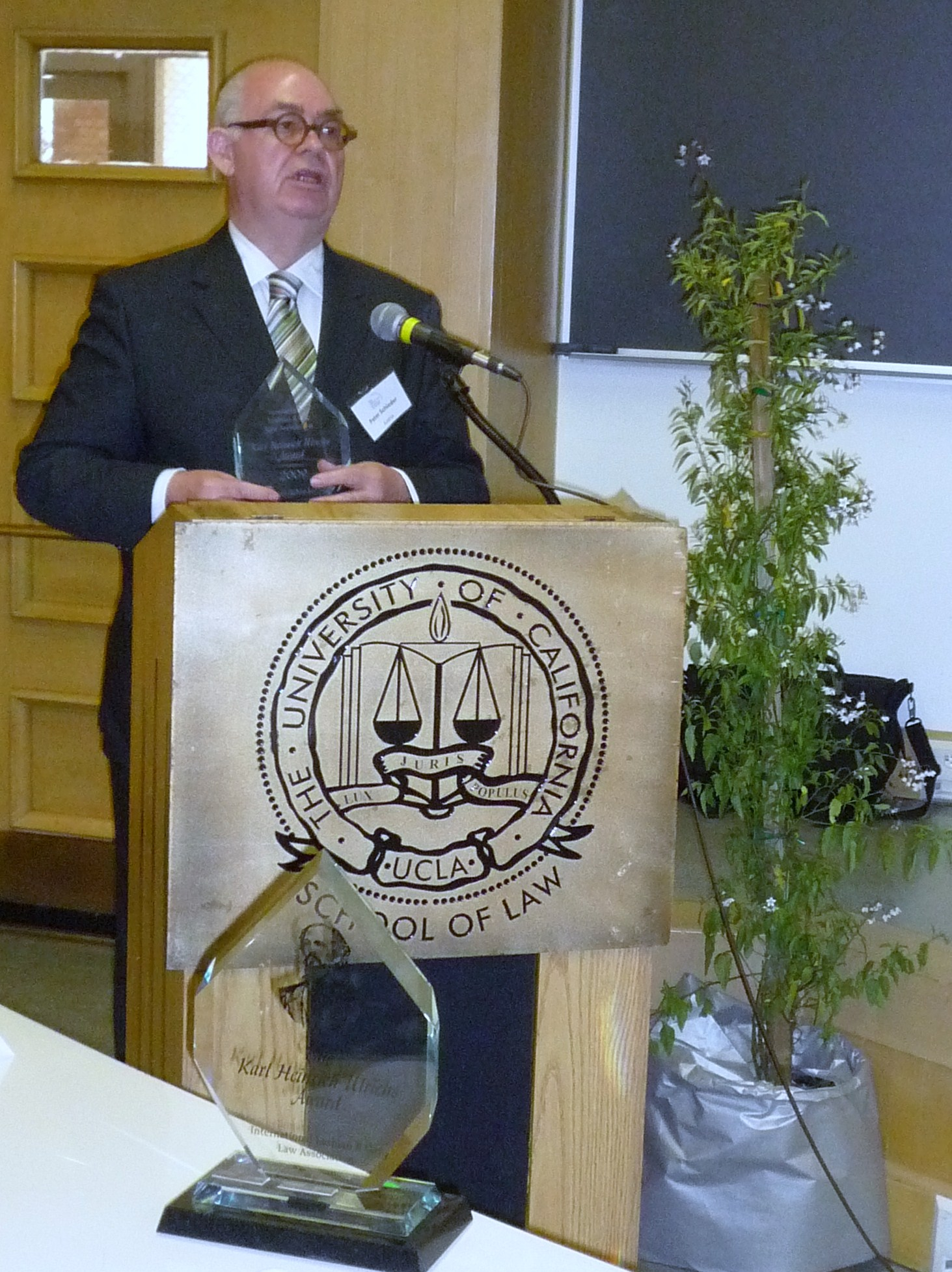
Peter Schieder nach der Überreichung des Karl-Heinrich-Ulrichs-Awards durch die ILGLaw (2009)

Peter Schieder (* 20. August 1941 in Wien; † 11. Oktober 2013 ebenda) war ein österreichischer Politiker (SPÖ).

## Leben
Peter Schieder besuchte Volksschule und Realgymnasium in Wien und begann ein Studium der Rechtswissenschaften, das er jedoch nicht abschloss.
Seine berufliche Laufbahn begann Schieder als Journalist. Er arbeitete als Filmkritiker (1961–1962) und Chefredakteur (1962–1964) der Zeitschrift Trotzdem der Sozialistischen Jugend Österreichs (SJÖ). Von 1970 bis 1973 war Schieder Geschäftsführer der WVG-Verlags.
Schieders Parteikarriere begann in der Sozialistischen Jugend, deren Vorsitzender er von 1964 bis 1972 war. Auf europäischer und internationaler Ebene war Schieder ebenso schon als Jugendfunktionär aktiv. Von 1964 bis 1972 diente er als Mitglied des Exekutivkomitees der Sozialistischen Jugendinternationale und von 1969 bis 1971 als Präsident der Weltjugendversammlung.
Danach arbeitete er bis 1984 als amtsführender Stadtrat für Umwelt in der Wiener Landesregierung. 1984 bis 1988 fungierte er als Zentralsekretär der SPÖ. Über viele Jahre hinweg gehörte der Politiker dem Wiener Landesparteivorstand und dem Bundesparteivorstand der SPÖ an.
Er hielt mehr als 25 Jahre lang ein Mandat im österreichischen Nationalrat (1970–1973 sowie 1984–2006). Ab 1994 war er außenpolitischer Sprecher der SPÖ und Vorsitzender des außenpolitischen Ausschusses des Nationalrates. Bei seinem Ausscheiden aus dem Nationalrat am 29. Oktober 2006 war er der dienstälteste Abgeordnete. 22 Jahre lang, von 1971 bis Ende 1973, sowie von 1987 bis Anfang 2007, war er Mitglied der Parlamentarischen Versammlung des Europarates, deren Präsident von 2002 bis 2005, Vorsitzender von dessen Sozialdemokratischer Fraktion von 1995 bis 2002 und bis zu seinem Tod 2013 Ehrenpräsident der Versammlung.
Außerdem gehörte er 27 Jahre lang (1974–2001) dem Kuratorium (heute: Stiftungsrat) des ORF an.
Von 1995 bis 2002 war Schieder Bezirksvorsitzender der SPÖ in Wien-Penzing (14. Bezirk) und wurde in diesem Amt von seinem Sohn Andreas Schieder (* 1969) abgelöst, der damals auch Staatssekretär im Finanzministerium der Bundesregierung Faymann I und Spitzenkandidat der SPÖ für die Europawahl 2019 war.

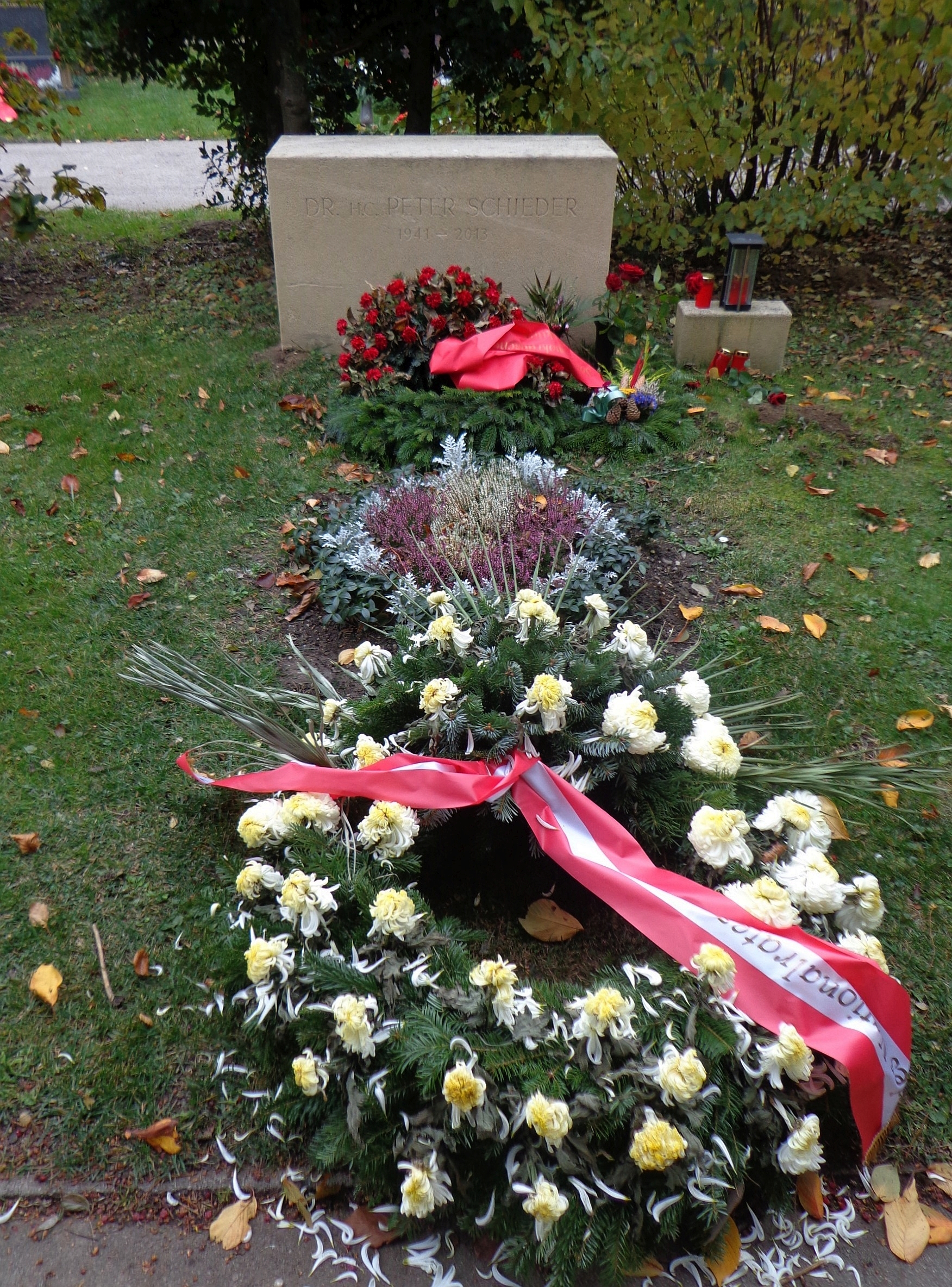
Wiener Zentralfriedhof: Ehrengrab von Peter Schieder

Im Jahre 2004 verlieh ihm die Universität Bukarest die Ehrendoktorwürde der Politikwissenschaft. Die International Lesbian and Gay Law Association (ILGLaw) verlieh ihm am 14. März 2009 im Rahmen einer internationalen Konferenz in West Hollywood den alle drei Jahre vergebenen Karl Heinrich Ulrichs Award für seine Verdienste. Er war schon als junger Nationalratsabgeordneter 1971 maßgeblich an der Aufhebung des Totalverbots der Homosexualität in Österreich beteiligt und machte in seiner Antrittsrede als Präsident der Parlamentarischen Versammlung des Europarates LGBTI-Rechte zu einer seiner Prioritäten.
Seit 2008 war Peter Schieder Präsident des International Institute for Peace.
Peter Schieder starb am 11. Oktober 2013 nach schwerer Krankheit in Wien. Bundespräsident Heinz Fischer würdigte in einer Aussendung seinen Jugendfreund Schieder. „Demokratie, Gerechtigkeit und internationale Zusammenarbeit“ seien stets die politischen Leitmotive des Verstorbenen gewesen, so Fischer. Schieder wurde in einem Ehrengrab auf dem Wiener Zentralfriedhof bestattet.

## Auszeichnungen
- Großes Goldenes Ehrenzeichen am Bande für Verdienste um die Republik Österreich[5] (2005)
- Großes Silbernes Ehrenzeichen mit dem Stern für Verdienste um die Republik Österreich
- Großes Goldenes Ehrenzeichen für Verdienste um die Republik Österreich
- Großes Goldenes Ehrenzeichen für Verdienste um das Land Wien
- Komtur des spanischen Ordens Isabella der Katholischen
- Offizier des ungarischen Verdienstordens
- Großkreuz des Sterns von Rumänien
- Ukrainischer Orden des Heiligen Dimitrius von Thessaloniki
- Karl-Heinrich-Ulrichs-Award der International Lesbian, Gay, Bisexual, Transgender & Intersex Law Association (ILGLaw, 2008)
- Ehrenpräsident der Parlamentarischen Versammlung des Europarates